# Miraflores (distrito de Arequipa)
O Distrito peruano de Miraflores é um dos vinte e nove distritos que formam a Província de Arequipa, situada no Departamento de Arequipa, pertencente a Região Arequipa, Peru.

## Transporte
O distrito de Miraflores não é servido pelo sistema de estradas terrestres do Peru.